# 今村英生

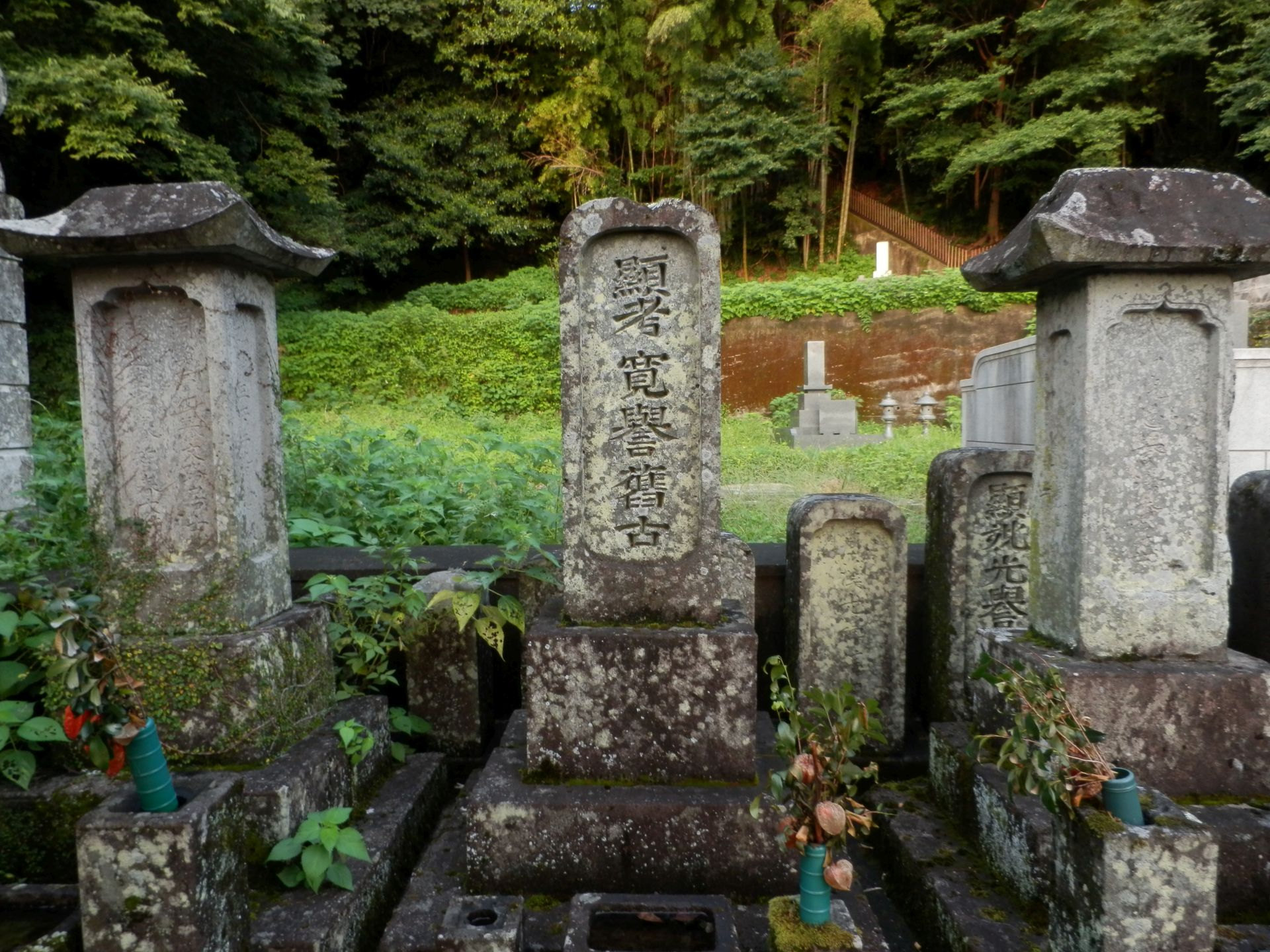
今村英生の墓

今村 英生（いまむら えいせい、1671年12月6日（寛文11年11月5日） - 1736年9月22日（元文元年8月18日））は、江戸時代中期のオランダ通詞（幕府公式通訳官）。通称は源右衛門、のち市兵衛。若いころ出島でエンゲルベルト・ケンペルの助手となり語学に磨きをかけると共に薬学・医学・博物学を習得。通詞に採用されてのち、抜群の語学力と学識を生かし、新井白石や徳川吉宗の洋学を陰で支えた。著書『西説伯楽必携』は日本初の西洋獣医学・馬術・飼育法の翻訳書として高く評価されている。
5代子孫に地震学者・今村明恒がいる。

## 生涯

### 生い立ち
今村英生は1671年12月6日（寛文11年11月5日）、阿蘭陀内通詞・今村市左衛門公能（1641 - 1714）と妻・造り酒屋山口治郎右衛門の娘（名前不詳）との次男として長崎で誕生した。今村家の祖先は龍造寺氏（大内氏とも）の家臣と伝えられ、同家滅亡ののち平戸松浦氏に仕えた。祖父・今村四郎兵衛道安（1617−1673）はオランダ商館が平戸から長崎に移転した時（1641年）警護の士として移り住み、通訳補充のため武士を廃業し和蘭訳司となった。英生は内通詞の家系の一員として幼少の頃より父親からポルトガル語やオランダ語を学び、出島に出入りし語学力を磨いた。同時に商館付医師の助手として薬学・医学を学ぶ。その頃、東洋の植物を西洋に紹介したドイツ人庭師ゲオルク・マイスター（Georg Meister）が出島に赴任していた（在日期間1682–1683年、1685−1686年）。

### ケンペルとの出会い
1690年（元禄3年）9月26日、ドイツ人医師・博物学者エンゲルベルト・ケンペルは商館付医師として出島に上陸し、前任者の助手であった英生（当時数え20歳、以下年齢は数え表記）をそのまま自分の助手として採用した。以後約2年にわたりケンペルは主に英生の協力のもと日本の地誌に関する情報収集を精力的に行い、文物を購入したが、その範囲は当時提供を禁じられていた情報や地図や役職名鑑（『江戸鑑』）や仏像などにも及んだ。ケンペルは意思疎通を図るため英生にオランダ語を文法から徹底的に教え込んだ。また協力の見返りに英生はケンペルから薬学・医学・博物学などを学ぶ。2回におよぶ江戸参府にもケンペルは英生を従者として同行させた。ケンペルと今村源右衛門との情報交換の詳細は大英図書館に残されるケンペルの数々の記録から窺われ、お互いの並々ならぬ努力が明らかにされた。
帰国後、ケンペルは日本滞在中に得た情報や見聞をHeutiges Japan（今日の日本）にまとめたが、生前には刊行されなかった。遺品としてその草稿を買い取ったイギリス王室の医師で群を抜く収集家ハンス・スローン卿はスイス人博物学者ヨハン・ヤコブ・ショイヒツエルの四男ヨハン・カスパル・ショイヒツエル（Johann Caspar Scheuchzer）にそれを英訳させThe History of Japan（日本誌）と題し、1727年ロンドンで刊行させた。その本は評判を呼びフランス語やオランダ語にも翻訳された。
原稿の序文で、ケンペルが「日本人助手」の協力に言及しているが、その名前は著書のどこにも記さなかった。それが明らかにされたのは1990年、大英図書館日本コレクション部長ユーイン・ブラウン（Yu-ying Brown）によりケンペルと今村源右衛門（英生）との雇用契約書「請状之事」が発見されたことによる。
1695年9月26日、25歳の英生は語学力を買われ稽古通詞に採用される。身分制度の厳しい時代、家格の低い内通詞出身の者が正式な通詞に採用されるのは異例なことであった。翌年7月早くも小通詞に昇進する。出島商館長日誌には「Gennemon」（源右衛門）の表記で頻繁に彼の名前が現れる。1697年、年番小通詞（年番は大・小通詞を代表し通常2人で商館と直接折衝する）に任じられた英生は出島乙名・吉川儀部右衛門の姪「はる」と結婚。翌年江戸番小通詞（江戸番は商館長一行の江戸参府に同行する）を務める。以後生涯にわたり彼は年番8回、江戸番6回を務めた。1707年、37歳で英生は大通詞に昇進する。

### シドッチと新井白石
1708年10月12日（宝永5年8月29日）日本での布教を目的にイタリア・シチリア島パレルモ出身のローマカトリック在俗司祭ジョヴァンニ・バッティスタ・シドッティが薩摩の屋久島に上陸した。間もなく捕えられ尋問のため長崎に護送された。長崎奉行による取り調べにはポルトガル語も解する大通詞・今村英生が主に通訳に当たった。しかしより正確な意思疎通をはかるため実際にはラテン語を解するイタリア出身の商館員アドリアーン・ダウ（Adriaen Douw, ? -1713）がシドッチの供述をオランダ語に訳し、英生らがそれを更に日本語に訳した。尋問もその逆で行われる。その結果が「異国人口書」として幕府に報告される。同時に英生はラテン語習得が命じられダウについて学習を始めるとともにシドッチ世話係にもなった。
将軍の側近であった新井白石はシドッチの供述書に満足せず直接尋問すべく江戸への護送を命じた。シドッチは英生らに付き添われ1709年10月25日長崎を出発、12月1日に江戸に到着後直ちに小日向の切支丹屋敷に収監される。以後数回にわたり白石は英生のラテン語を介しシドッチを尋問し、そのつど英生らを私邸によび復習・確認を行った。役目を終えた英生には功により帰国の際、白銀5枚が下賜された。白石はシドッチの博学に驚き西洋事情にも興味を示し、シドッチが日本語を習い覚えると何度も切支丹屋敷を訪れ知識を吸収した。その一方で公平を期すためオランダ人とも直接会い学習した。その一例は1711年4月3日折から滞在中の商館長一行を白石は浅草・善龍寺に訪ね、ジョアン・ブラウ（Joan Blaeu）の世界図1648年度版（東京国立博物館に現存）などを持ち込み、英生を介し西洋事情を聴取し、例によって私邸での復習・勉強会もおこなっている。白石は退職後も英生との書簡の交換で西洋の知識を吸収している。それらが名著『西洋紀聞』や『采覧異言』に結実された。英生は白石の洋学を陰で支えたといえる。

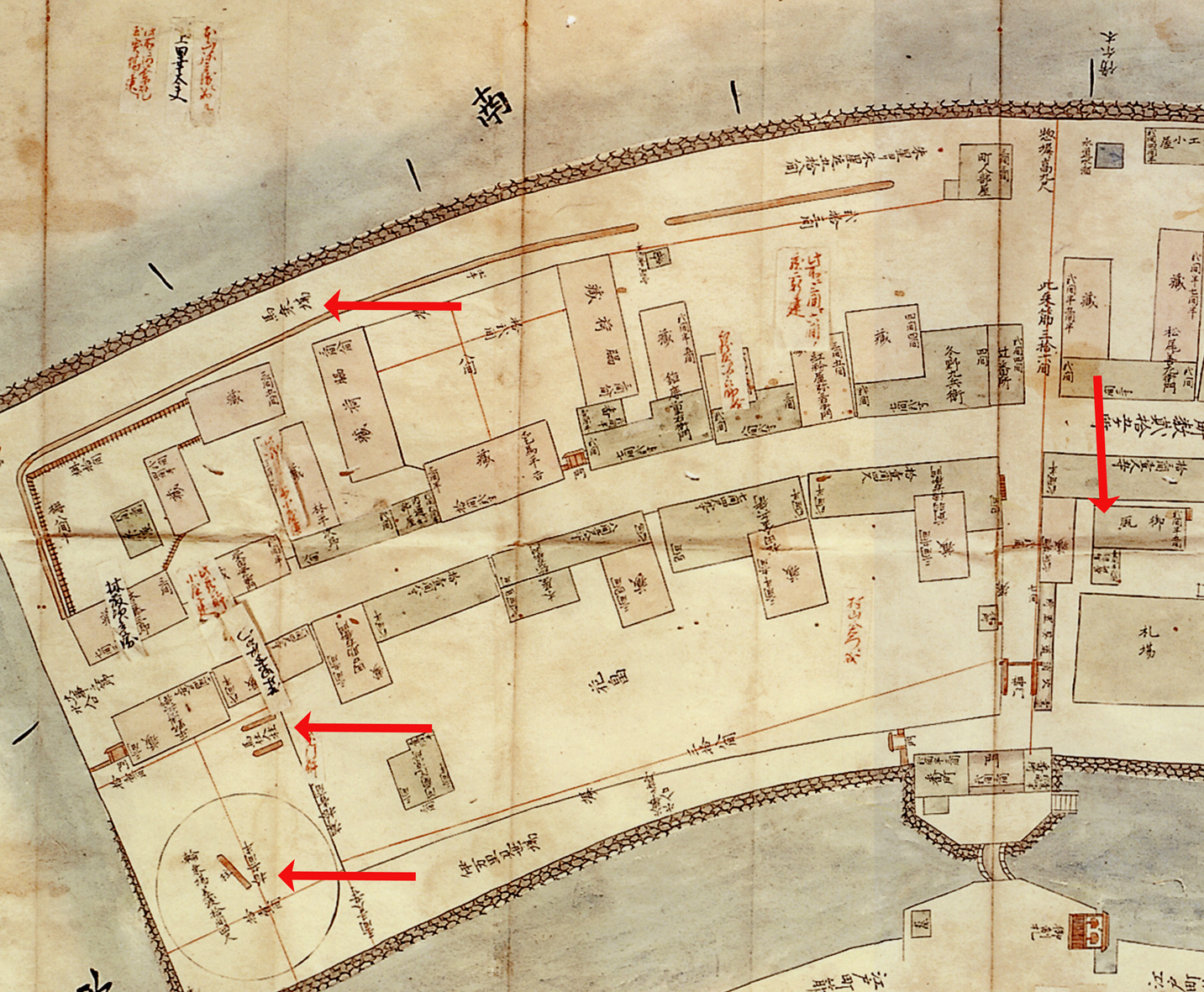
出嶋絵図、享保・宝暦頃上写。厩、馬乗場、馬仕入柱、馬副居所など輸入洋馬関連の設備が見られる。

### 徳川吉宗への献身
徳川吉宗は1716年、将軍に任じられる。英生は吉宗三男の源三の名を憚り（と本人は商館長に説明している）、1719年に俗称を「源右衛門」から「市兵衛」と改めた。実学・洋学に強い関心を示す吉宗は西洋の文物を輸入させるが、その目的から1721年、御用方通詞が新設さる。1724年江戸番通詞の英生は商館長一行の江戸参府の折、3月23日城中で幕府医官と上外科ケーテラール（Willem Ketelaer）との質疑応答を通訳するが、そこに吉宗もお忍びで参加する。25日には奥坊主・水谷甫閑（? - 1726）らが吉宗自ら捕えた白鳥をみやげに商館長一行の宿舎長崎屋を訪れ、それを食材とした西洋料理を賄わせ、同時に甫閑を介し吉宗からの質疑応答が英生の通訳で行われた。英生の解説も含むその時の報告書が小冊子『和蘭問答』として残されており、そこには「麦の酒」「ヒイル」なる語が表記されており、日本で初めて表記されたビールを指すと考えられている。
1725年、英生は前任者の跡を継ぎ御用方通詞を兼務。この年来航のオランダ船には吉宗が1723年に発注したペルシャ馬など5頭が積まれており、その世話のため調馬師ケイゼル（Hans Juergen KeyserまたはKeyserling）が来日した。これは吉宗の軍馬改良政策の一環で、日本で馬体の大きな強い馬を繁殖させるのが目的であった。その後、洋馬の輸入は1737年まで続き合計28頭にも及ぶ。英生は出島の馬場の設定、来日調馬師と出島に派遣された幕府の飼育責任者との間の馬術習得、馬療法や飼育法の質疑応答などに通訳として携わった。1728年、58歳で英生は通詞目付に就任する。
1729年、彼は再来日したケイゼルに付き添い江戸に赴き御浜御殿（現在の浜離宮恩賜庭園）で馬場や厩舎の設営に通訳として関与した。翌年4月17日、朝鮮馬場にてケイゼルの馬術が吉宗の御前で披露され、英生は通訳の功により金10両を拝領した。
吉宗の関心は洋馬のみに止まらず天文・暦法、法律、医学、薬学、武器、地勢、動植物、雑学などあらゆる方面にわたり、各種の御下問や発注が長崎奉行所を通じもたらされ、それに対処するのが御用方通詞・英生の役目でもあった。例えば吉宗は薬種植物の苗や種子を輸入国産化を図る。1727年の発注の中にサフランなど植物の苗木38種、ケシなど種子類31種がある。そのすべてをオランダ語もしくはラテン語に翻訳するのも仕事であった。実際に注文に応じ翌年輸入されたのはコショウなど苗木7種、ケシ・パセリなど種子16種に過ぎず、それらは小石川薬草園などに移植されたが、繁殖には至らなかった。その結果、発注はその後1735年まで執拗に繰り返される。天文や測量に関する御下問にも英生が対応していることが『測量秘言』の記述から窺える。
しかしこれらの業務は本業であるオランダ通詞としての役目の合間に行われたことであり、商館日誌の記述からも英生は商館から最も信頼され高く評価されていた通詞の一人であったことが分かる。
英生は前述の1729年から30年にかけての江戸滞在中に欽命により、1725年渡来したピーテル・アルマヌス・ファン・クール（Pieter Almanus van Coer）著の『Toevlugt of heylsame Remedien voor alderhande Siektens en Accidenten die de Paerden soude konnen overkoomen （馬に多発する疫病および障害の予防または治療）』いわゆる「馬療書」の翻訳を行った。それまでの調馬師との質疑応答やこの翻訳などを編集し集大成したのが今村市兵衛の名による著書『西説伯楽必携』（1730年頃）である。構成は「長崎奉行トノ問答」「馬相形」「轡沓」「厩並飼料」「乗方」「薬方」「馬疾療法」から成り、最後の項の原典が前述ファン・クール著書である。原書と翻訳を比較分析した獣医学者・濱學は論文の中で、Zenuw（神経）にたいし、その機能を理解し、今日でいう自律神経系乃至は運動・知覚神経系にも該当する漢方でいう「『気』の筋」を訳語に当てた、とその的確な翻訳を評価し、さらに薬材に関し「300余種の掲載薬材中、50を遥かに超える薬材を解明し和漢名に翻訳している （中略） 短期間にこの書を完訳した能力に只々感嘆を通り越して畏怖の念さえ覚える」と称賛している。
英生は1736年、健康上の理由から通詞目付を辞するが、御用方通詞現役のまま9月22日（元文元年8月18日）没し、菩提寺である浄土宗の正覚山大音寺に葬られた。享年66。戒名は「知新院寛誉舊古居士」と称す。
1924年（大正13年）2月11日、生前の功により正五位が贈位された。

## 著書（含、草稿）
- 「日記抄」（1709～1710年、シドッチ護送中の旅日記。幕府よりの質疑応答を含む。『通航一覧』第5より抄録。国立公文書館所蔵）
- 「和蘭問答」（1724年、写本は京都大学図書館、東京国立博物館所蔵）
- 「紅毛尺」（1726年、『測量秘言』より抄録。東北大学図書館、岡本文庫ほか所蔵）
- 「西説伯楽必携」（1730年頃、国立公文書館所蔵）